# Pavol Farkaš
Pavol Farkaš (* 27. März 1985 in Vráble, Tschechoslowakei) ist ein slowakischer ehemaliger Fußballspieler auf der Position des Innenverteidigers.

## Karriere
Die Karriere von Farkaš begann im Jahr 2004 beim FC Nitra in der slowakischen 1. Liga, der zweiten Spielklasse des Landes. Nach dem Aufstieg in die Corgoň liga im Jahr 2005 konnte er sich in der Saison 2005/06 einen Stammplatz erkämpfen und mit seinem Verein einen Platz im vorderen Mittelfeld erzielen und zog in den UI-Cup ein.
Zu Beginn der Spielzeit 2007/08 wechselte Farkaš zum Spitzenklub FC Artmedia Petržalka, kam dort aber zunächst kaum zum Zuge. Trotzdem gewann er mit seiner Mannschaft die slowakische Meisterschaft und den slowakischen Pokal. In der darauf folgenden Saison häuften sich die Einsätze. In der Winterpause verließ er den Klub und schloss sich dem rumänischen Verein FC Vaslui an. Im Team von Trainer Viorel Moldovan wurde er auf Anhieb zur Stammkraft und zog mit dem Klub in die Europa League ein, wo der Klub aber in den Play-off-Spielen an AEK Athen scheiterte.
In der Rückrunde der Saison 2009/10 verlor Farkaš seinen Platz im Team und kam fortan nur noch selten zum Einsatz. In der Hinrunde 2011/12 kehrte er unter Viorel Hizo als Stammkraft ins Team zurück. Nach der Vizemeisterschaft wechselte er gemeinsam mit seinem Teamkollegen Paul Papp zu Chievo Verona in die italienische Serie A. Dort kam er in der Spielzeit 2012/13 lediglich auf vier Einsätze. Im Sommer 2013 wurde er für eine Saison an Zweitligist Ternana Calcio ausgeliehen. Nach seiner Rückkehr im Sommer 2014 verpflichtete ihn der aserbaidschanische Erstligist FK Qəbələ. Dort kam er in der Hinrunde 2014/15 zunächst auf 15 Einsätze, in der Rückrunde kam jedoch kein weiterer mehr hinzu. Farkaš wechselte im Sommer 2015 zu Skoda Xanthi in die griechische Super League. Auch hier stand er häufig nicht im Kader und kam nur auch sechs Spiele. Nach einem Jahr verließ er Xanthi im Sommer 2016 wieder und schloss sich Ligakonkurrent AE Larisa an. Er kehrte in die Heimat zurück und spielte bis 2021 dort.

## Erfolge
- Slowakischer Meister: 2008
- Slowakischer Pokalsieger: 2008